# Масакр у кампу Шпајхер
На дан 12. јуна 2014. године, Исламска Држава, након што је заузела град Тикрит, погубила је између 1.095 и 1.700 ирачких кадета у различитим деловима града. ИДИЛ је заробио ирачке кадете ван кампа након што су га масовно напустили. У време покоља, у кампу је било између 5.000 и 10.000 ненаоружаних кадета, а борци ИДИЛ-а издвојили су шиитке муслимане за погубљење. Овај догађај је други најсмртоноснији терористички напад у историји, одмах након Напада 11. септембра 2001. године у Сједињеним Америчким Државама. 

## Напад
Неколико преживелих касније је сведочило да су их њихови виши официри натерали да напусте камп. Хасан Халил, један преживелих који је успео да побегне тако што се претварао да је мртав испод другог тела, изјавио је: „Наши надређени су разлог ових убистава. Натерали су нас да напустимо камп Шпајхер. Уверавали су нас да је могућ безбедн пролаз, да је под заштитом племена, и рекли су нам да не носимо униформе. Продали су нас ИДИЛ-у”. Ирачка влада и национална телевизија одбацили су ове тврдње. Изјавили су д су кадети самовољно напустили кампцнакон што је војска већ послала специјалне јединице на опасна подручја кампа, како би их обезбедила и да су били упозорени да не напуштају камп.
400 кадета којима је наређено да напусте камп Шпајхер, пре напада, ухапшени су од стране власти и нестали су. 
Петар Букаерт, директор за вандредне ситуације у Хјуман рајтс вочу, изјавио је: „Фотографије и сателитски снимци из Тикрита представљају јаке доказе о страшном ратном злочину који захтева додатно истраживање. ИДИЛ и остале злостављачке снаге требају да знају да Ирачани и свет посматрају”.
Фотографије показују маскиране борце ИДИЛ-а како везују кадете и утоварају их у камионе, док друге фотографије показују борце ИДИЛ-а како убијају десетине кадета, на земљи, аутоматским пушкама. Пропагандни видео-записи ИДИЛ-а приказују их како пицају на стотине мушкараца поређаних у масовним гробницама у пустињи. Неки кадети лажирали су своју смрт, мазајући се крвљу и бежећи ноћу. Преживели Али Хусеин Хадим испричао је своје искуство за Њујорк тајмс након што је избегао покољ.
ИДИЛ је објавио снимак покоља као део свог видеа على طريقة النبوية (арап. прев. На основу Пророчке методологије). Кадети су приказани сабијени у камионима, при чему је неколико њих носило цивилну одећу како би сакрили своје војне униформе. Већина њих лежи на поду, са избуцаним фармерицама како би се откриле камуфлажне униформе испод. Неки заточеници били су принуђени да понизе тадашњег премијера Ирака, Нурија ел Маликија, док су други били принуђени да вичу „Живела Исламска Држава”. Неки од њих су били ударани пушкама до смрти. Методи убијања су били разноврсни, од појединачног стрељања кадета, до пуцања у кадете више пута, како би се осигурала смрт. Неки кадети су стрељани, а потом бачени у реку Тигар.

## Последице
Ирачка влада изјавила је да је 57 чланова Арапске социјалистичке партије Батх учествовало у покољу. Иако су слике приказале да је сваки наоружани човек припада ИСИД-у, Влада је изјавила: „Без икаквих сумњи, сви ови криминалци потичу из забрањене Батх партије”. Министар одбране, Сајдун ел Дулаими, изјавио је да покољ није имао дискриминаторну природу. Иако је портпарол Ирачких војних снага, Касим Ата, казао да, изјавио је да је готово 11.000 кадета и војника нестало из кампа Шпајхер. Такође је изјавио да су хиљаде војника погубљене у или близини председничке резиденције, регије ел Бу Агаил и затвора Бадош услед секташког насиља.
Дана 2. септембра, више од 100 чланова породица погинулих и несталих кадета и војника провалило је у Парламент и физички напало тројицу припадника обезбеђења.. Дан касније, одржана је седница у парламенту Ирака уз присуство представника породица, министра одбране Садун ел Дулаимија, као и других војних званичника, како би се разговарало о покољу.
Дана 16. септембра, припадници курдског Асајиша ухапсили су четири особе које се сумњиче да су умешане у покољ на југу Киркука. Неименовани извор из области безбедности изјавио је: „Операција је извршена ослањајући се на обавештајне информације како би их ухапсили”.
Дана 18. септембра, ирачко Министарство за људска права изјавило је да је према подацима од 17. септембра укупан број несталих војника и кадета био је 1.095, одбацујући широко распрострањену цифру од 1.700 војника који су наводно погинули. Из Министарства су додали: „Министарство се ослонило на дистрибуцију формулара породицама несталих људи у Багдаду и другим покрајинама у својој намери да документује злочине и кршења које терористичка група ИДИЛ чини према нашем народу”. Ирачка влада наредила је да се исплати 10 милиона ирачких динара, што је еквивалент од око 8.600 америчких долара, породицама несталих кадета.

### Пад ИДИЛ-а
Након победе ирачких снага над ИДИЛ-ом у Тикриту почетком априла 2015. године, пронађене су масовне гробнице у којима су била тела неких од убијених кадета, те је почела ексхумација тела у стању распада. Два осумњичена за покољ ухапшена су у Форси, Финска, у децембру 2015. године. Осумњичени су идентификовани на основу ИДИЛ-ових пропагандних видео-снимака где је приказано извршење егзекуције 11 мушкара. Полиција није открила да ли су ови мушкарци поднели захтев за азил у Финској. Дана 13. децембра 2016. године, близанци од 24 године оптужени су за убиство и извршење ратног злочина, наводно због убиства ненаоружаних кадета, као и за тешки напад са терористичким циљевима.Ослобођени су оптужби од стране Окружног суда Пирканмана у мају 2017. године. Након што је тужилаштво уложило жалбу, браћа су поново ослобођена од стране Апелационог суда Туркуа, у фебруару 2020. године, због недостатка доказа о умешаности браће у покољ..
У августу 2016. године, 36 мушкараца је погубљено вешањем због умешаности у покољ. Дана 6. септембра 2016. године, бригада Катајиб ел Имам Али пронашла је три масовне гробнице, у којима је било преко 30 лешева особа убијених у покољу. У августу 2017. године, 27 особа осуђено је на смрт због њиховог учешћа у покољу, док је других 25 мушкараца пуштено због недостатка доказа..

## Галерија
- Посетиоци споменика
- Споменик мученицима кампа Шпајхер у председничкој резиденцији Садама Хусеина.